# Velike Žablje
Velike Žablje é uma vila localizada no município de Ajdovščina na Eslovênia. Possuía uma população estimada de 327 habitantes em 2020.